# IC 3715
IC 3715 је спирална галаксија у сазвјежђу Береникина коса која се налази на листи објеката дубоког неба у Индекс каталогу.
Деклинација објекта је + 20° 1' 26" а ректасцензија 12h 44m 21,3s. Привидна величина (магнитуда) објекта IC 3715 износи 16,7 а фотографска магнитуда 17,5.